# Cicindela lemniscata
Cicindela lemniscata este o specie de insecte coleoptere descrisă de Leconte în anul 1854. Cicindela lemniscata face parte din genul Cicindela, familia Carabidae.

## Subspecii
Această specie cuprinde următoarele subspecii:
- C. l. lemniscata
- C. l. rebaptisata